# Ashausen
Ashausen ist ein Ortsteil mit 4000 Einwohnern in der Einheitsgemeinde Stelle im Landkreis Harburg, Niedersachsen.
Ashausen verfügt über drei Kindergärten und eine Grundschule. Im Ort befinden sich mehrere Handwerksbetriebe und landwirtschaftliche Betriebe, die in großem Maße das Ortsbild prägen. Das soziale Leben wird stark von den örtlichen Vereinen beeinflusst.
In Ashausen findet jedes Jahr Anfang Juni einer der größten Flohmärkte Norddeutschlands (Größter in Tostedt) in den Straßen des Dorfes statt.
Der Sportverein MTV Ashausen feierte 2008 sein 100-jähriges Bestehen.
Es werden folgende Sportarten angeboten: Handball, Fußball, Judo, Volleyball, Tischtennis, Turnen, Tanzen, Triathlon (mit eigenem Verein), Tennis (ebenfalls gesonderter Verein).
Jährlich finden im Sommer Beachhandballturniere auf dem eigenen Beachplatz statt. Bereits mehrfach konnten sich die Oberliga Damen den Titel der Niedersachsenmeisterschaft im Beachhandball sichern.
Hervorzuheben ist das für ein Dorf dieser Größe umfangreiche Kulturleben sowohl im Zusammenhang mit der St.-Andreas-Kirche als auch durch private Vereine (z. B. Chöre, Orchester, Theatergruppe).
Ashausen hat einen Haltepunkt an der Bahnstrecke Lehrte–Hamburg-Harburg. Dort hält die von der Metronom Eisenbahngesellschaft betriebene Linie RB 31, die im Stundentakt zwischen Hamburg Hbf und Lüneburg verkehrt.

## Geschichte
Auf eine Besiedlung der Gegend um Ashausen deuten Hügelgräber aus der späten Steinzeit und älteren Bronzezeit (etwa 2500 bis 1300 v. Chr.) hin, die sich südlich des Dorfes befinden. Aus der vorrömischen Eisenzeit stammen beim Autobahnbau gefundene Schachtöfen. Auf dem Osterberg befand sich ein Gräberfeld aus dem 8. oder 9. Jahrhundert, in dem auch Schmuck wie ein Halsring, ein Armring und eine Armspirale aus Silber und Waffen wie zwei Spathae, Lanzen und Saxe gefunden wurden.
Ashausen wurde erstmals 1294 als Asselveshusen schriftlich erwähnt. Nach Ansicht des Namensforschers Jürgen Udolph leitet sich der Ortsname vom germanischen und altniederdeutschen Vornamen Aslev bzw. Anslev ab.
Am Ashäuser Mühlenbach, einem Zufluss der Seeve, befindet sich unterhalb des Mühlenteichs eine ehemalige Wassermühle, die 1321 erstmals in einem Kaufvertrag erwähnt wurde. Im Jahre 1887 brannte die Mühle und wurde kurz darauf wieder aufgebaut. Dabei wurde auch ein Sägewerk eingebaut. Erst 1950 wurde das Wasserrad durch eine Turbine ersetzt.
Am 1. Mai 1847 wurde die Bahnstrecke zwischen Celle und Harburg dem Verkehr übergeben.
Von 1928 bis 1976 fand nördlich des Dorfes der Abbau von ca. 25 Millionen Kubikmetern Kies statt.
In den Jahren 1963 und 1964 wurde die evangelische St.-Andreas-Kirche errichtet. Zuvor gehörte der Ort zur St.-Gertrud-Kirche in Pattensen.
Am 1. Juli 1972 wurde aufgrund der Gebietsreform in Niedersachsen Ashausen in die Gemeinde Stelle eingegliedert.
Im Jahr 1987 wurde die Anschlussstelle Winsen-West der Bundesautobahn 250 (spätere A 39) eröffnet, über die auch Ashausen erreichbar ist.
1994 feierte Ashausen sein 700-Jahr-Jubiläum.